# Харманський Здислав Юліанович
Маріам-Йо́сиф-Зди́слав Юліа́нович Харма́нський (1859 — 1924) — український та польський архітектор, педагог, жив і працював у Харкові. Старший брат архітектора Станіслава Харманського.

## Життєпис
Маріам-Йосиф-Здислав Юліанович Харманський народився у 1859 році. Середню освіту отримав в Катеринославському реальному училищі. У 1879-1885 роках навчався в Петербурзькому інституті цивільних інженерів (ІЦІ), де отримав звання цивільного інженера і І розряд. За розподілом потрапив до Новочеркаська. Після служби у новочеркаському будівельному відділенні у 1890 році переїхав до Харкова, де працював на посаді молодшого інженера при Харківському губернському правлінні.
З 1896 по 1917 роки був губернським земським інженером і завідувачем технічного відділу Міської управи.
З 1911 року і до 1919 викладав архітектурне креслення в Технологічному інституті. У 1919 році Харма́нський виїхав до Варшави, де й помер на початку 1924 року.

## Споруди
Спочатку Харманський дотримувався стильових форм неокласицизму і необароко, згодом — модерну, модернізованих форм історичних стилів та українського модерну. Виконував багато приватних замовлень наприкінці XIX століття. У 1893 році у Харкові було побудовано Драматичний театр (нині Театр імені Шевченка), його зовнішню та внутрішню обробку виконано за участю тоді ще молодого архітектора Харманського.
Будівлі в Харкові, зведені за його проєктами:
| № п/п | Охоронний № | Адреса                       | Початкове використання                                                                     | Співавтори                                | Дата будівництв     | Сучасне використання                                  | Зображення |
| ----- | ----------- | ---------------------------- | ------------------------------------------------------------------------------------------ | ----------------------------------------- | ------------------- | ----------------------------------------------------- | ---------- |
| 1     | -           | майдан Іподрому, 2           | Дерев'яні трибуни іподрому для кінних перегонів                                            | Олександр Гінзбург                        | 1906-1907           | не збереглися                                         |            |
| 2     | 7280-Ха     | майдан Іподрому, 2           | Трибуни іподрому для рисистих перегонів (романтичний модерн)                               | -                                         | 1907-1914           | Іподром — будівля трибун, нічний клуб                 |            |
| 3     | 7373-Ха     | вул. Садова, 11              | Особняк                                                                                    | надбудова — за проектом Михайла Дашкевича | 1903                | Видавництво «Прапор»                                  |            |
| 4     | 284-Ха      | вул. Полтавський Шлях, 35    | Будинок Торговельного товариства російсько-американської гумової мануфактури «Треугольник» | -                                         | 1910                | Офісна будівля. Реконструйовано                       |            |
| 5     | 7310-Ха     | вул. Полтавський Шлях, 53/55 | Прибутковий будинок Нерослєва з магазином                                                  | -                                         | 1912-1914           | Житловий будинок, магазин, аптека, банк               |            |
| 6     | 7252-Ха     | пр. Героїв Харкова, 142      | Селекційна станція (український модерн)                                                    | Євген Сердюк                              | 1909-1911           | Інститут рослинництва імені В. Я. Юр'єва НААН України |            |
| 7     | -           | пр. Героїв Харкова, 144/1    | Житловий будинок при селекційній станції (український модерн)                              | Євген Сердюк                              | 1913                | Житловий будинок                                      |            |
| 8     | 7323-Ха     | вул. Григорія Сковороди, 7   | Прибутковий будинок і приватна лікарня доктора Ар'є                                        | -                                         | початок XX століття | Житловий будинок, лікарня                             |            |
| 9     | -           | Театральний майдан, 5        | Житловий будинок і приватна лікарня хірурга Мойсея Фабриканта                              | -                                         | 1900                | Харківська наукова медична бібліотека                 |            |
| 10    | -           | пр. Героїв Харкова, 36       | Ремісниче училище                                                                          | -                                         | -                   | -                                                     |            |
| 11    | -           | вул. Григорія Сковороди, 20  | Житловий будинок                                                                           | -                                         | -                   | перебудований                                         |            |
| 12    | -           | вул. Григорія Сковороди, 24  | Надбудова житлового будинку на розі з пл. Поезії                                           | -                                         | початок XX століття | Інститут удосконалення вчителів                       |            |
| 13    | -           | -                            | 2-поверхова лікарня і камери для одиночного ув'язнення при Харківській в'язниці            | -                                         | 1890-1892           | -                                                     |            |